# تاریخ یهودیان در عراق
تاریخ یهودیان در عراق از زمان اخراج یهودیان از اورشلیم و اسارات آنان در بابل در سال ۵۸۶ قبل از میلاد است. یهودیان عراق یکی از قدیمیترین و مهم‌ترین جمعیتهای یهودی در دنیا هستند. یکی از مهم‌ترین یهودیان عراقی عزرا است که در زمان کورش به بازسازی معبد دوم اورشلیم می‌پردازد. در تلمود بابل که عراق امروزی است نقش مهمی دارد. از زمان بابل تا زمان خلافتهای اسلامی عراق مرکز فقه یهودی بوده‌است. حمله مغولها باعث کاهش این مطالعات شد. در زمان امپراطوری عثمانی وضعیت یهودیان دوباره بهبود یافت. در قرن بیستم میلادی یهودیان عراق نقش بسیار مهمی در استقلال عراق داشتند. در بین سالهای ۱۹۵۰ تا ۱۹۵۲ یهودیان عراق در تعداد زیاد توسط دولت اسرائیل در عملیات عزرا و نحمیا به اسرائیل منتقل شدند.

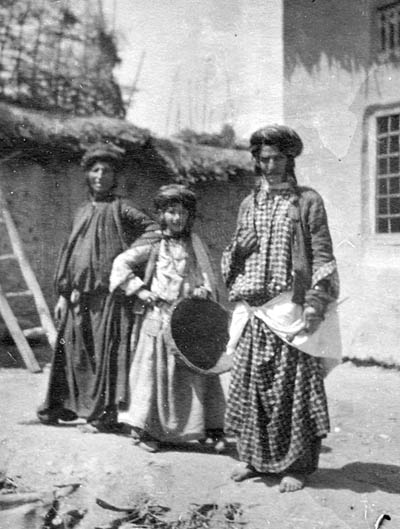
یهودیان کرد در شمال عراق.

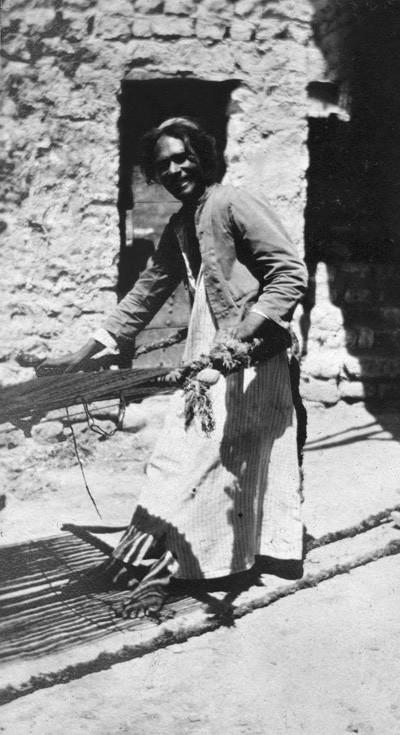
یهودی بافنده در رمادی عراق.

## در کتاب مقدس
در کتاب مقدس شهر بابل و کشور بابل با یکدیگر به صورت کامل مورد تفاوت نیستند. در بیشتر اشاره‌ها یک لغت برای اشاره به هر دو استفاده شده‌است. در بعضی قسمتها از سرزمین بابل به نام شینار نام برده شده‌است. این لغت در ادامه به لغت چالدیا تبدیل شده‌است. در کتاب پیدایش سرزمین بابل محل حکومت نمرود است. در این محل برج بابل وجود داشت. اشارات دیگری به بابل در کتابهای عزرا-نحمیا، اشعیا و ارمیا وجود دارد. در کتاب مقدس بابل به عنوان مرکز فساد نام برده شده‌است. در کتاب مکاشفات یوحنا از فاحشه بابل به عنوان یکی از شخصیتهای آخرالزمان نام برده شده‌است.

## اخراج یهودیان از اورشلیم
در قرن ششم پیش از میلاد سه بار یهودیان از سرزمین اسرائیل اخراج شدند. پادشاهان بابل اورشلیم را به صورت کامل نابود کردند و معبد سلیمان را تخریب نمودند. یهودیان توسط بابلیان به اسارت برده شدند. بعد از آزاد سازی یهودیان از بابل به دست کورش هخامنشی، کورش به آنان اجازه داد که به سرزمین اسرائیل بازگردند.

## دوره یونانیان
بعد از نابودی امپراطوری هخامنشی به دست اسکندر مقدونی یهودیان تحت سلطه یونانیان قرار گرفتند.

## پارتیان
یهودیان در زمان پارتیان در سرزمین عراق سکونت داشتند. در این زمان وضعیت یهودیان تحت سلطه رومیان بد بود و یهودیان در تلاش برای کمک به بقیه یهودیان در روم بودند. بعد از سقوط اورشلیم در سال ۷۰ میلادی، بابل به مرکز اصلی مطالعات یهودی تبدیل شد. در جنگهای رومیان و پارسیان یهودیان طرفدار پارسیان بودند زیرا رومیان معبد آنها را نابود کرده بودند. شاهان پارتی برای قدردانی از کمکهای یهودیان وضعیت تبار داوود را در بابل از جمع‌آوری کننده مالیات تبدیل به شاهزادگان کردند و آنها را راس الجالوت نامیدند. از این زمان راس جالوت شاه یهودیان تحت سلطه پارتی بود.

## بابل به عنوان مرکز مطالعات یهودی
بعد از سقوط اورشلیم بابل به عنوان مرکز مطالعات یهودی به مدت هزار سال بود. ربی آبا آریکا یا «رب» رئیس یهودیان بابل بود. او آکادمی سوره را تأسیس نمود. مطالعات یهودی در بابل چنان شکوفا شد که منجر به نوشتن تلمود بابلی شد.

## در زمان ساسانی
ساسانیان در سال ۲۲۶ میلادی موفق به شکست پارتیان شدند. دولت ساسانی به ملی‌گرایی پرداخت و دین زرتشتی را دین رسمی کشور اعلام نمود. در دولت ساسانیان بابل به استان آشورستان تغییر نام یافت و شهر اصلی آن تیسفون پایتخت ساسانیان گردید.

## خلافت اسلامی
بعد از پیروزی مسلمانان بر ساسانیان، یهودیان دارای وضعیت ذمی شدند و مجبور به پرداخت مالیات جزیه گردیدند. اولین خلیفه، ابوبکر، یکی از سرداران خود را به نام خالد بن ولید به همراه یک یهودی به نام کعب الاحبار به عراق فرستاد. یهودیان در حمله اعراب به ساسانیان به اعراب کمک کردند زیرا رفتار بهتری از آنها نسبت به یهود می‌دیدند. راس جالوت بوستنای از خلافت عمر پشتیبانی نمود. عمر برای تقدیر از بوستنای دختر یا همسر خسرو دوم را به بوستنای داد. بعد از عمر و عثمان، علی به خلافت رسید. یهودیان از خلافت علی در برابر معاویه پشتیبانی کردند. یک یهودی به نام عبدالله ابن صبا که اسلام آورده بود نقش مهمی در پشتیبانی یهود از خلافت علی داشت. علی کوفه را پایتخت خود نمود و یهودیانی که از سرزمین عربستان اخراج شده بودند به کوفه رفتند. از این زمان زبان عربی تبدیل به مهم‌ترین زبان این منطقه شد. بعد از اینکه علی موفق به فتح فیروز شاپور شد ۹۰۰۰۰ یهودی ساکن این شهر با او بیعت کردند. بعد از پیروزی مسلمانان وضعیت یهودیان در بابل حفظ شد؛ ولیکن از این زمان راس جالوت‌ها و گائونها به رقابت با یکدیگر پرداختند.
عمر دوم با یهودیان بد بود و بسیاری کنیسه‌ها را از بین برد. هارون الرشید روابط خوبی با یهودیان داشت و یک یهودی به نام اسحاق اسکوی را در دربار استخدام کرد. شاه شارلمان با خلفای عباسی ارتباط برقرار کرده و از او خواست که مردی از نسل پادشاهی را به عنوان سفیر بفرستد. هارون، ربی مخیر را فرستاد. این اولین ارتباط بین یهودیان اروپا و یهودیان بابل بود؛ ولیکن گفته می‌شود که قانون نصب برچسب زرد بر روی لباس یهودیان از هارون الرشید صادر شده‌است.

## حمله مغولها
حمله مغولها باعث تغییرات شدید در وضعیت یهودیان شد. مغولها تفاوتی بین ادیان مختلف قائل نبودند و همه را یکسان می‌دیدند. کوبلای خان به یهودیان اجازه داد در ارتش او استخدام شوند. هولاکو خان روابط خوبی با یهودیان داشت. پسر دوم هولاکو، احمد به اسلام گروید ولیکن جانشین او آرگون خان از مسلمانان متنفر بود و یهودیان و مسیحیان را ترجیح می‌داد. در دربار او، سعد الدوله همدانی پزشک بغداد شد. بعد از مرگ آرگون خان، مسلمانان به یهودیان حمله کرده و بغداد خرابی بسیاری دید. گیخاتو دارای یک وزیر خزانه داری یهودی به نام رشید الدوله بود. بعد از مسلمان شدن شاهان مغول وضعیت یهودیان دوباره بد شد.

## امپراطوری عثمانی
بعد از کشمکشهای بسیار عراق به دست امپراطوری عثمانی افتاد. سلیمان دوم در سال ۱۵۳۴ تبریز و بغداد را از پارسیان گرفت. این مسئله باعث بهبود وضعیت یهودیان شد. حمله پارسیان در سال ۱۶۲۳ میلادی باعث وضعیت بد یهودیان شد. در حمله ترکان به عراق در سال ۱۶۳۸ یهودیان بسیاری علیه پارسیان به ترکان ملحق شدند به طوری که تخمین زده می‌شود ده درصد ارتش عثمانی یهودی بودند. روز شکست صفویان توسط یهودیان به عنوان عید جشن گرفته شد و نام یوم نس برای آن نهاده شد. در ۱۷۴۳ میلادی بیماری بسیاری از یهودیان عراق را نابود کرد. بعد از کاهش قدرت عثمانی، وضعیت یهودیان در عراق بدتر شد. داوود پاشا والی بغداد یهودیان را آزار داد و باعث مهاجرت دیوید ساسون از بغداد شد. در سال ۱۸۸۴ در بغداد ۳۰۰۰۰ یهودی وجود داشتند که یک چهارم کل جمعیت بغداد بودند.

## عراق امروزی
در ابتدای جنبش صهیونیسم یهودیان عراق تمایل زیادی به آن نشان ندادند. هدف اصلی جنبش صهیونیسم تغییر در وضعیت یهودیان اروپا بود و یهودیان عراق علاقه چندانی به ایده‌های آن مانند سوسیالیسم و کار بدنی در اسرائیل نداشتند. در زمان استقلال عراق یهودیان نقش بسیار مهمی در دولت عراق داشتند. اولین وزیر اقتصاد عراق یک یهودی به نام ساسون اسکل بود. در سال ۱۹۴۷ در وزارت اقتصاد عراق از ۱۹ نفر ۱۰ نفر یهودی بودند. اولین گروه موسیقی در عراق از یهودیان تشکیل شده بود. یهودیان در دولت عراق بسیار قدرتمند شدند و تمامی پستهای مهم را در اختیار گرفتند. از سال ۱۹۳۰ میلادی وضعیت یهودیان به تدریج بدتر شد. از این زمان نفوذ پروپاگاندای نازیها به کشورهای عربی شدت یافت. محدودیتهایی برای حداکثر حضور یهودیان در دانشگاه‌ها و مدارس وضع شد. فعالیتهای صهیونیستی ممنوع گشت. در سال ۱۹۴۱ میلادی یهودیان عراق کشته شدند. صهیونیستهای کشورهای دیگر برای کمک به یهودیان عراق و مسلح کردن آنها وارد عمل شدند.

## تشکیل کشور اسرائیل
تشکیل کشور اسرائیل خشم اعراب را برانگیخت. در سال ۱۹۴۸ میلادی در عراق حکومت نظامی برقرار گشت و صهیونیسم به شدت مورد مجازات قرار گرفت. یهودیان از موقعیتهای مهمی که به دست آورده بودند منع شدند و بسیاری یهودیان ثروتمند ترسان شدند. شفیق ادس یکی از مهم‌ترین تاجران یهودی دستگیر و اعدام شد. بقیه یهودیان از این اتفاق شوکه شدند زیرا شفیق ادس با جنبش صهیونیسم مخالف بود. در سال ۱۹۴۸ یهودیان بسیاری در عراق مورد حمله قرار گرفتند. از سال ۱۹۴۹ به تدریج یهودیان به اسرائیل مهاجرت کردند. سازمانهای صهیونیستی یهودیان را به‌طور مخفیانه از کشور خارج می‌کردند. یک سری بمبگذاری از سال ۱۹۵۰ باعث شدت گرفتن مهاجرت یهودیان شد. در این زمان به کمک دولت اسرائیل حدود ۱۲۰۰۰۰ یهودی از عراق خارج شدند. بعضی اعتقاد دارند که سازمانی صهیونیستی خود مسئول بمبگذاریها بودند تا مهاجرت یهودیان را شدت بخشند.
حدود ۱۰۰۰۰ یهودی در عراق باقی ماندند. با به قدرت رسیدن حزب بعث در عراق یهودیان باقی‌مانده تحت فشار قرار گرفتند. تجارت با آنان ممنوع شد و یهودیان مجبور شدند که برچسب زرد رنگ به لباس خود بچسبانند. در زمان جنگ شش روزه اعراب و اسرائیل یهودیان به شدت تحت فشار قرار گرفتند. در زمان حمله آمریکا به عراق در سال ۲۰۰۳ دولت اسرائیل نیروهایی را برای یافتن یهودیان باقی‌مانده و مهاجرت آنان به اسرائیل فرستاد. آنها موفق به یافتن ۳۴ یهودی شدند که شش نفراز آنها از جمله عزرا لوی، پدر آخرین ربی بغداد، به اسرائیل مهاجرت کردند.